# Décembre 2005 en sport
Cette page concerne l'actualité sportive du mois de décembre 2005.

## Jeudi1erdécembre
- Football, quatrième journée de la Coupe UEFA :
  - Groupe E : Étoile Rouge de Belgrade 3-1 AS Rome;
  - Groupe E : FC Bâle 4-3 Tromsø IL;
  - Groupe F : Levski Sofia 1-0 Olympique de Marseille;
  - Groupe F : Dinamo Bucarest 1-0 CSKA Moscou;
  - Groupe G : FC Rapid Bucarest 1-0 PAOK Salonique ;
  - Groupe G : Stade rennais 0-1 Shakhtar Donetsk;
  - Groupe H : Besiktas JK 1-1 Zénith Saint-Pétersbourg;
  - Groupe H : FC Séville 3-1 Vitoria Guimarães.

- Ski alpin, Coupe du monde :  l'Autrichien Hannes Reichelt remporte le super-G de Beaver Creek devant le Canadien Erik Guay et un autre Autrichien, Matthias Lanzinger.

## Vendredi2 décembre
- Ski alpin, Coupe du monde :
  - L'Américain Daron Rahlves remporte à Beaver Creek la descente hommes devant son compatriote Bode Miller et l’Autrichien Hans Grugger.
  - L'Italienne Elena Fanchini remporte à Lake Louise la descente dames devant les Autrichiennes Michaela Dorfmeister et Alexandra Meissnitzer.

## Samedi3 décembre
- Ski alpin, Coupe du monde :
  - L'Américain Bode Miller remporte à Beaver Creek le géant hommes devant son compatriote Daron Rahlves et le Finlandais Kalle Palander.
  - L’Américaine Lindsey Kildow remporte la deuxième descente de Lake Louise devant la Suissesse Sylviane Berthod et l'Autrichienne Michaela Dorfmeister.

- Saut à ski, Coupe du monde : le Suisse Andreas Küttel remporte le concours de Lillehammer en Norvège.

## Dimanche4 décembre
- Tennis, finale de la Coupe Davis : la Croatie remporte la finale en battant la Slovaquie par 3 victoires à 2.

- Ski alpin, Coupe du monde :
  - L'Italien Giorgio Rocca remporte le premier slalom spécial de la saison à Beaver Creek. Le Français Stéphane Tissot et l'Américain Ted Ligety complètent le podium.
  - L'Autrichienne Alexandra Meissnitzer s'est imposée devant ses compatriotes Andrea Fischbacher et Michaela Dorfmeister lors du super G de Lake Louise.

- Football, Championnat du Brésil : fin du championnat brésilien, mais le champion n'est toujours pas connu officiellement en raison d'une décision de justice, toujours en attente, concernant le club leader : le SC Corinthians.

- Patinage de vitesse : le Néerlandais Carl Verheijen bat le record du monde du 10 000 mètres à l'occasion d'une manche de Coupe du monde de patinage de vitesse à Heerenveen : 12 min 57 s 92.

- Saut à ski, coupe du monde : le Tchèque Jakub Janda remporte le concours de Lillehammer en Norvège.

## Lundi5 décembre
- Handball, Championnat du monde féminin :
  - Pays-Bas  29-27  Croatie;
  - Russie  43-16  Uruguay;
  - Japon  27-33  Chine;
  - Slovénie  35-42  Corée du Sud;
  - Norvège  36-30  Angola;
  - Hongrie  57-9  Australie;
  - Autriche  32-21  Côte d'Ivoire;
  - Pologne  21-33  Allemagne;
  - Danemark  32-21  Brésil;
  - Ukraine  34-23  Cameroun;
  - Roumanie  31-15  Argentine;
  - France  25-22  Macédoine.

## Mardi6 décembre
- Football, sixième journée de la Ligue des champions de l'UEFA :
  - Groupe E : Milan AC  3-2  FC Schalke 04 ;
  - Groupe E : PSV Eindhoven  2-0  Fenerbahçe;
  - Groupe F : Olympique lyonnais  2-1  Rosenborg BK ;
  - Groupe F : Olympiakos Le Pirée  2-1  Real Madrid;
  - Groupe G : Chelsea FC  0-0  Liverpool FC ;
  - Groupe G : Real Betis Séville  0-1  RSC Anderlecht;
  - Groupe H : Rangers FC  1-1  Inter Milan ;
  - Groupe H : FC Artmedia Bratislava  0-0  FC Porto.

- Handball, championnat du monde féminin :
  - Uruguay  8-29  Pays-Bas;
  - Croatie  31-30  Japon;
  - Chine  20-36  Russie;
  - Australie  13-41  Slovénie;
  - Corée du Sud  30-25  Norvège;
  - Angola  30-34  Hongrie;
  - Brésil  34-31  Pologne;
  - Côte d'Ivoire  21-42  Danemark;
  - Allemagne  24-27  Autriche;
  - Macédoine  29-29  Ukraine;
  - Argentine  11-33  France;
  - Cameroun  19-50  Roumanie.

## Mercredi7 décembre
- Biathlon, Coupe du monde 2005-06 : la Suédoise Anna Carin Olofsson remporte le 15km individiuel féminin devant les Russes Olga Zaïtseva et Natalia Gousseva. Olga Zaïtseva s'empare du dossard jaune de leader de la Coupe du monde.

- Football, sixième journée de la Ligue des champions de l'UEFA :
  - Groupe A : Rapid de Vienne  1-3  Juventus ;
  - Groupe A : FC Bruges  1-1  Bayern Munich;
  - Groupe B : Arsenal  0-0  Ajax Amsterdam;
  - Groupe B : AC Sparta Prague  0-0  FC Thoune;
  - Groupe C : Udinese Calcio  0-2  FC Barcelone;
  - Groupe C : Werder Brême  5-1  Panathinaïkos;
  - Groupe D : Villarreal CF  1-0  Lille OSC;
  - Groupe D : Benfica Lisbonne  2-1  Manchester United FC.

- Handball, Championnat du monde féminin :
  - Russie  34-22  Pays-Bas;
  - Chine  29-35  Croatie;
  - Japon  44-22  Uruguay;
  - Hongrie  27-27  Slovénie;
  - Norvège  47-10  Australie;
  - Angola  32-35  Corée du Sud;
  - Brésil  34-26  Côte d'Ivoire;
  - Danemark  27-26  Allemagne;
  - Pologne  25-28  Autriche;
  - Macédoine  32-15  Argentine ;
  - France  33-17  Cameroun;
  - Ukraine  27-30  Roumanie.

## Jeudi8 décembre
- Biathlon, Coupe du monde 2005-06 : le Français Raphaël Poirée remporte le 20km individiuel masculin devant le Norvégien Ole Einar Björndalen et l'Allemand Michael Greis. Poirée signe le seul 20/20 au tir. Ole Einar Björndalen conserve le dossard jaune de leader de la Coupe du monde.

## Vendredi9 décembre
- Biathlon, Coupe du monde 2005-06 : l'Allemande Kati Wilhelm remporte le sprint féminin de 7,5km  devant la Russe Svetlana Ishmouratova et l'Allemande Uschi Disl. Uschi Disl s'empare du dossard jaune de leader de la Coupe du monde.

- Football, Coupe du monde, tirage au sort : la France et la Suisse se retrouvent dans le même groupe en compagnie du Togo et de la Corée du Sud. Concernant les autres pays francophones, la Côte d'Ivoire hérite du "groupe de la mort" avec l'Argentine, les Pays-Bas et la Serbie ; la Tunisie affrontera l'Espagne, l'Ukraine et l'Arabie saoudite. Article détaillé : Tirage complet

- Handball, Championnat du monde féminin :
  - Pays-Bas  35-27  Japon;
  - Uruguay  18-45  Chine;
  - Russie  29-28  Croatie;
  - Hongrie  42-29  Corée du Sud;
  - Slovénie  22-29  Norvège;
  - Angola  47-8  Australie;
  - Allemagne  32-24  Brésil;
  - Autriche  42-35  Danemark;
  - Pologne  31-26  Côte d'Ivoire;
  - Roumanie  28-26  France ;
  - Cameroun  24-44  Macédoine;
  - Ukraine  34-17  Argentine.

- Rugby à XV, troisième journée de la Coupe d'Europe : 
  - Poule 1 : Castres olympique 16-20 Sale Sharks
  - Poule 4 : Ulster Rugby 19-10 Saracens

- Ski alpin, Coupe du monde :  la Suissesse Nadia Styger remporte le super-G d'Aspen devant les Autrichiennes Michaela Dorfmeister et Andrea Fischbacher.

## Samedi10 décembre
- Biathlon, coupe du Monde 2005-06 : 
  - le Norvégien Frode Andresen remporte le sprint masculin de 10km devant son compatriote Lars Berger et l'Allemand Sven Fischer. Ole Einar Björndalen conserve le dossard jaune de leader de la Coupe du monde.
  - La Norvège remporte le relais féminin devant la Russie et l'Allemagne.

- Handball, Championnat du monde féminin :
  - Pays-Bas  30 - 27  Chine;
  - Japon  24 - 34  Russie;
  - Croatie  44 - 9  Uruguay;
  - Corée du Sud  44 - 14  Australie;
  - Slovénie  27 - 28  Angola;
  - Norvège  18 - 20  Hongrie;
  - Côte d'Ivoire  24 - 40  Allemagne;
  - Danemark  33 - 28  Pologne;
  - Autriche  29 - 32  Brésil;
  - Roumanie  29 - 22  Macédoine ;
  - Argentine  21 - 20  Cameroun;
  - France  27 - 32  Ukraine.

- Rugby à XV, troisième journée de la coupe d'Europe : 
  - Poule 1 : Newport Gwent Dragons 8-24 Munster Rugby;
  - Poule 2 : Rugby Calvisano 10-25 Cardiff Blues ;
  - Poule 3 : Clermont-Auvergne 15-19 Stade français Paris ;
  - Poule 5 : Bath Rugby 31-26 Glasgow Rugby;
  - Poule 5 : Leinster Rugby 53-7 Bourgoin-Jallieu ;
  - Poule 6 : Edimbourg Rugby 13-20 Stade toulousain.

- Saut à ski, coupe du monde : le Suisse Andreas Küttel remporte le premier concours d'Harrachov en République tchèque.

- Ski alpin, coupe du monde 2006 :
  - À l'occasion du cinquantième Critérium de la première neige à Val d'Isère, l'Autrichien Michael Walchhofer remporte la descente devant ses compatriotes Fritz Strobl et Hans Grugger.
  - L'Espagnole Maria Jose Rienda Contreras remporte le slalom géant d'Aspen devant la Suédoise Anja Pärson et l'Autrichienne Kathrin Zettel.

- Ski de fond, coupe du monde 2006 : 
  - L'Allemand Tobias Angerer enlève la poursuite de 30km devant ses compatriotes Axel Teichmann et Andreas Schlütter.
  - Chez les féminines, la Norvégienne Marit Bjørgen s'impose devant la Canadienne Beckie Scott et la Norvégienne Hilde Pedersen.

## Dimanche11 décembre
- Biathlon, coupe du Monde 2005-06 : l'Allemagne remporte le relais masculin devant la Russie et la France.

- Football, quarts de finale de la coupe du monde des clubs : Al Ittihad Djeddah 1-0 Al Ahly Le Caire.

- Rugby à XV, troisième journée de la coupe d'Europe : 
  - Poule 2 : Leeds Tykes 21-20 USAP Perpignan
  - Poule 3 : Leicester Tigers 30-12 Neath-Swansea Ospreys
  - Poule 4 : Biarritz olympique 34-7 Benetton Rugby Trévise
  - Poule 6 : Llanelli Scarlets 21-13 London Wasps.

- Ski alpin, coupe du monde 2006 :
  - À Val d'Isère, après le déclassement du Suisse Didier Défago, l'Autrichien Michael Walchhofer remporte le combiné devant son compatriote Rainer Schönfelder et l'Américain Bode Miller.
  - La Suédoise  Anja Pärson remporte le slalom spécial d'Aspen devant la Croate Janica Kostelić et l'Autrichienne Kathrin Zettel.

- Ski de fond, coupe du monde 2006 : 
  - Le Norvégien Tore Ruud Hofstad remporte le sprint à Vernon (Canada) devant le Suédois Björn Lind et le Norvégien Ola Vigen Hattestad.
  - Chez les féminines, la Canadienne Beckie Scott s'impose devant l'Allemande Claudia Kuenzel et la Canadienne Sara Renner.

## Lundi12 décembre
- Football, quarts de finale de la coupe du monde des clubs : Sydney FC  0-1  Deportivo Saprissa.

- Handball, championnat du mond féminin :
  - Hongrie  27-26  Croatie;
  - Russie  32-27  Corée du Sud;
  - Pays-Bas  30-30  Norvège;
  - Allemagne  32-26  France;
  - Brésil  33-35  Roumanie;
  - Danemark  28-28  Ukraine.

- Ski alpin, Coupe du monde 2006 : à Madonna di Campiglio, l'Italien Giorgio Rocca remporte le slalom spécial devant l'Autrichien Benjamin Raich et le Finlandais Kalle Palander.

## Mardi13 décembre
- Handball, championnat du monde féminin :
  - Hongrie  37-30  Pays-Bas;
  - Corée du Sud  38-34  Croatie;
  - Norvège  22-26  Russie;
  - Allemagne  26-37  Roumanie;
  - Brésil  33-32  Ukraine;
  - Danemark  22-19  France.

## Mercredi14 décembre
- Football
  - Coupe du monde des clubs, demi-finale :
    - São Paulo FC  3-2  Al Ittihad Djeddah.
    - Boca Juniors est champion d'Argentine (tournoi d'ouverture).

  - Coupe UEFA, cinquième journée :
    - Groupe E : AS Rome 3-1 FC Bâle;
    - Groupe E : RC Strasbourg 2-2 Étoile Rouge de Belgrade;
    - Groupe F : Olympique de Marseille 2-1 Dinamo Bucarest;
    - Groupe F : SC Heerenveen 2-1 Levski Sofia;
    - Groupe G : PAOK Salonique 5-1 Stade rennais;
    - Groupe G : VfB Stuttgart 2-1 FC Rapid Bucarest;
    - Groupe H : Bolton Wanderers FC 1-1 FC Séville;
    - Groupe H : Vitoria Guimarães 1-3 Besiktas JK.

- Squash, championnat du monde masculin par équipe à Islamabad (Pakistan) : l'Angleterre remporte le titre mondial par équipe en s'imposant en finale face à l'Égypte. La France remporte la médaille de bronze en écartant le Canada lors de la petite finale.

## Jeudi15 décembre
- Biathlon, Coupe du monde 2005-06 : 
  - L'Allemand Sven Fischer remporte le 20km individiuel masculin à Osrblie devant le Russe Maxim Tchoudov et l'Allemand Michael Rösch. Sept des douze premiers de la Coupe du monde avaient fait l'impasse sur cette course.
  - La Russe Svetlana Ishmouratova remporte le 15km individiuel féminin à Osrblie devant la Russe Albina Akhatova et la Française Florence Baverel-Robert. C'est la première victoire pour Ishmouratova qui avait déjà signé treize deuxième place en Coupe du monde.

- Football
  - Demi-finale de la coupe du monde des clubs : Liverpool FC  3-0  Deportivo Saprissa
  - Cinquième journée de la Coupe UEFA :
    - Groupe A : AS Monaco  2-1  CSKA Sofia;
    - Groupe A : Hambourg SV  2-0  Slavia Prague;
    - Groupe B : Espanyol Barcelone  1-0  Maccabi Petah-Tikvah;
    - Groupe B : US Palerme  3-0  Brøndby IF ;
    - Groupe C : Hertha BSC Berlin  0-0  Steaua Bucarest;
    - Groupe C : RC Lens  2-1  UC Sampdoria Gênes;
    - Groupe D : Middlesbrough FC  2-0  Litex Lovetch;
    - Groupe D : AZ Alkmaar  1-0  Grasshopper-Club Zurich.

- Handball, championnat du monde féminin :
  - Pays-Bas  29-26  Corée du Sud;
  - Hongrie  33-35  Russie;
  - Croatie  25-37  Norvège;
  - Allemagne  29-26  Ukraine;
  - Brésil  35-23  France;
  - Danemark  29-33  Roumanie.

- Ski de fond, coupe du monde 2006 : 
  - La Russe Julija Tchepalova remporte le 10km libre féminin à Canmore (Canada) devant la Canadienne Beckie Scott et l'Allemande Evi Sachenbacher Stehle.
  - L'Italien Pietro Piller Cottrer remporte le 15km libre masculin à Canmore (Canada) devant le Français Vincent Vittoz et l'Allemand Tobias Angerer.

## Vendredi16 décembre
- Biathlon, coupe du monde 2005-06 : triplé allemand à l'occasion du sprint masculin d'Osrblie. Alexander Wolf l'emporte devant Michael Rösch et Sven Fischer. À noter que sept des douze premiers de la Coupe du monde avaient fait l'impasse sur cette course.

- Football :
  - Coupe du monde des clubs, match pour la cinquième place : Al Ahly Le Caire  1-2  Sydney FC.
  - Ligue des champions, tirage au sort des huitièmes de finale : l'Olympique lyonnais retrouvera le PSV Eindhoven en février prochain. Autres chocs également au programme : Chelsea FC - FC Barcelone, Real Madrid - Arsenal FC et Bayern Munich - Milan AC. Werder Brême - Juventus FC, Ajax Amsterdam - Inter Milan, Benfica Lisbonne - Liverpool FC et Rangers FC - Villarreal CF complètent ce tirage.
  - Coupe UEFA, tirage au sort des seizièmes de finale : Litex Lovetch - RC Strasbourg, VfB Stuttgart - Middlesbrough FC, Slavia Prague - US Palerme, SC Heerenveen - Steaua Bucarest, Lokomotiv Moscou - FC Séville, Bolton Wanderers FC - Olympique de Marseille, Hertha BSC Berlin - FC Rapid Bucarest, FC Bâle - AS Monaco, Udinese Calcio - RC Lens, Rosenborg BK - Zénith Saint-Pétersbourg, FC Bruges - AS Rome, Schalke 04 - Espanyol Barcelone, Lille OSC - Shakhtar Donetsk, FC Thoune - Hambourg SV, Real Betis Séville - AZ Alkmaar et FC Artmedia Bratislava - Levski Sofia.
  - Championnat de France de football de ligue 1 : première défaite de l'Olympique lyonnais. C'est Lille OSC qui parvient à s'imposer face à l'OL (1-3 à Gerland). Lyon était la dernière équipe invaincue en Europe depuis le début de la saison, toutes compétitions confondues.

- Rugby à XV, quatrième journée de la coupe d'Europe : 
  - Poule 1 : Sale Sharks 35-3 Castres olympique;
  - Poule 5 : Glasgow Rugby 10-29 Bath Rugby;
  - Poule 6 : Stade toulousain 35-13 Edimbourg Rugby.

- Ski alpin, Coupe du monde de ski alpin 2006 : À Val Gardena, l'Autrichien Hans Grugger remporte le super G devant le Canadien Erik Guay et le Suisse Ambrosi Hoffmann.

## Samedi17 décembre
- Biathlon, Coupe du monde 2005-06 : la Suédoise Anna Carin Olofsson remporte le sprint 7,5km féminin de coupe du monde à Osrblie (Slovaquie) devant l'Allemande Kati Wilhelm et l'Ukrainienne Lilia Efremova.

- Boxe anglaise : le Russe Nicolay Valuev est le nouveau champion du monde WBA des lourds après son succès controversé aux points face à l'Américain John Ruiz.

- Handball, demi-finales du championnat du monde féminin :
  - Roumanie  26-24  Hongrie;
  - Russie  31-24  Danemark.

- Rugby à XV, quatrième journée de la Coupe d'Europe : 
  - Poule 1 : Munster Rugby 30-18 Newport Gwent Dragons;
  - Poule 2 : Cardiff Blues 43-16 Rugby Calvisano ;
  - Poule 2 : USAP Perpignan 12-8 Leeds Tykes;
  - Poule 3 : Stade français Paris 47-28 Clermont-Auvergne ;
  - Poule 4 : Benetton Rugby Trévise 24-38 Biarritz olympique;
  - Poule 4 : Saracens 18-10 Ulster Rugby;
  - Poule 5 : Bourgoin-Jallieu 30-28 Leinster Rugby.

- Saut à ski : l'épreuve de coupe du monde d'Engelberg (Suisse) a été annulée en raison des importantes chutes de neige.

- Ski alpin, coupe du monde 2006 : 
  - Le Liechtensteinois Marco Büchel remporte la descente masculine de coupe du monde à Val Gardena (Italie) devant l'Autrichien Michael Walchhofer et le Canadien Erik Guay.
  - L'Américaine Lindsey Kildow remporte la descente féminine de coupe du monde à Val d'Isère (France) devant sa compatriote Caroline Lalive et l'Autrichienne Alexandra Meissnitzer.

- Ski de fond, coupe du monde 2006 : 
  - La Canadienne Beckie Scott remporte le 15km classique féminin de coupe du monde à Canmore (Canada) devant la Russe Julija Tchepalova et l'Allemande Claudia Künzel.
  - L'Allemand Tobias Angerer remporte le 30km classique masculin de coupe du monde à Canmore (Canada).

- Snowboard : 
  - Le Suisse Philipp Schoch remporte le slalom parallèle masculin de coupe du monde au Relais (Canada) devant l'Autrichien Andreas Prommegger et le Suisse Gilles Jaquet.
  - Triplé suisse lors du slalom parallèle féminin de coupe du monde au Relais (Canada) : Ursula Bruhin s'impose devant Fraenzi Kohli et Daniela Meuli.

## Dimanche18 décembre
- Biathlon, coupe du monde 2005-06 : 
  - La Suédoise Anna Carin Olofsson remporte la poursuite féminine à Osrblie (Slovaquie) devant les Allemandes Kati Wilhelm et Uschi Disl.
  - L'Allemand Sven Fischer remporte la poursuite masculine à Osrblie (Slovaquie) devant ses compatriotes Alexander Wolf et Michael Rösch.

- Football : 
  - Coupe du monde des clubs : 
    - Match pour la troisième place : Deportivo Saprissa  3-2  Al Ittihad Djeddah;
    - Finale : Liverpool FC  0-1  São Paulo FC.

  - Copa Sudamericana : Boca Juniors remporte la finale contre UNAM Pumas.

- Handball, finale du championnat du monde féminin :
  - Russie  28-23  Roumanie.

- Rugby à XV, quatrième journée Coupe d'Europe : 
  - Poule 3 : Neath-Swansea Ospreys 15-17 Leicester Tigers;
  - Poule 6 : London Wasps 48-14 Llanelli Scarlets.

- Saut à ski : le tchèque Jakub Janda remporte le concours de la coupe du monde à Engelberg (Suisse).

- Ski alpin, Coupe du monde 2006 : 
  - L'Italien Massimiliano Blardone remporte le slalom géant masculin de coupe du monde à Alta Badia (Italie) devant son compatriote Davide Simoncelli et le Canadien François Bourque.
  - L'Autrichienne Michaela Dorfmeister remporte le Super G féminin de coupe du monde à Val d'Isère (France) devant l'Américaine Lindsey Kildow et la Canadienne Emily Brydon.

- Ski de fond, Coupe du monde 2006 : 
  - L'Allemagne remporte le relais féminin de coupe du monde à Canmore (Canada) devant la Suède et la Russie.
  - La Norvège remporte le relais masculin de coupe du monde à Canmore (Canada) devant la Suède et l'équipe 2 de la Norvège.

- Snowboard :  
  - Triplé suisse sur le slalom parallèle masculin de coupe du monde au Relais (Canada) : Simon Schoch termine devant Philipp Schoch et Heinz Inniger.
  - La Suissesse Daniela Meuli remporte le slalom parallèle féminin de coupe du monde au Relais (Canada) devant l'Autrichienne Heidi Krings et la Française Isabelle Blanc.

## Lundi19 décembre
- Compétition automobile, Formule 1 : le pilote espagnol Fernando Alonso annonce qu'il quittera l'écurie Renault à la fin de la saison 2006. Le champion du monde 2005 rejoindra alors l'écurie McLaren.

## Mercredi21 décembre
- Ski alpin, coupe du monde 2006:
  - L’Autrichien Benjamin Raich a remporté mercredi le slalom géant de Kranjska Gora en Slovénie devant l’Italien Massimiliano Blardone et le Canadien Thomas Grandi.
  - La Croate Janica Kostelić a remporté le slalom géant de Špindlerův Mlýn en République tchèque devant les Autrichiennes Kathrin Zettel et Marlies Schild.

## Jeudi22 décembre
- Ski alpin, coupe du monde 2006: 
  - L'Italien Giorgio Rocca remporte le slalom de Kranjska Gora (Slovénie) devant le Canadien Thomas Grandi et l’Américain Ted Ligety.
  - La Suédoise Anja Pärson remporte le slalom de Špindlerův Mlýn (République tchèque) devant la Croate Janica Kostelić et l'Autrichienne Marlies Schild.

## Mercredi28 décembre
- Ski alpin, coupe du monde 2006 : la Suédoise Anja Pärson remporte le slalom géant de Linz (Autriche) devant l'Autrichienne Nicole Hosp et la Slovène Tina Maze.

## Jeudi29 décembre
- Ski alpin, coupe du monde 2006 :
  - L'Américain Daron Rahlves remporte la descente de Bormio (Italie) devant l'Autrichien Fritz Strobl et le Suisse Tobias Grünenfelder.
  - L'Autrichienne Marlies Schild remporte le slalom géant de Linz (Autriche) devant l'Autrichienne Nicole Hosp et la Croate Janica Kostelić.

- Saut à ski, Tournée des quatre tremplins : le Finlandais Janne Ahonen remporte le concours d'Oberstdorf devant le Norvégien Roar Ljøkelsøy et le Tchèque Jakub Janda.

## Samedi31 décembre
- Hockey sur glace, Coupe Spengler : les Russes du Metallourg Magnitogorsk remporte pour la première fois de leur histoire la Coupe Spengler en battant le Team Canada 8-3 en finale.

## Principaux rendez-vous sportifs du mois de décembre 2005
- 29 novembre au 4 décembre : Ski alpin, Coupe du monde de ski alpin 2006 à Lake Louise (Canada)
- 1er au 4 décembre : Ski alpin, Coupe du monde de ski alpin 2006 masculine à Beaver Creek (États-Unis)
- 1er au 4 décembre : Patinage artistique, Grand prix ISU à Osaka (Japon)
- 2 au 4 décembre : Hockey sur glace : finale de la coupe d'Europe féminine des clubs champions à Stockholm (Suède).
- 2 au 4 décembre : Tennis : finale de la Coupe Davis 2005
- 3 au 4 décembre : Escrime : Coupe du monde à Leszno (Pologne)
- 3 au 4 décembre : Saut à ski : Coupe du monde à Lillehammer (Norvège)
- 5 au 18 décembre : Handball : championnat du monde de handball féminin.
- 7 au 12 décembre : Biathlon, Coupe du Monde de biathlon 2005-06 à Hochfilzen (Autriche)
- 7 au 17 décembre : Jeux de la Francophonie au Niger
- 8 au 11 décembre : Sports équestres, Coupe du monde de saut d'obstacles à Genève (Suisse)
- 8 au 11 décembre : Snowboard, Coupe du monde de snowboard à Whistler (Canada)
- 8 au 14 décembre : Squash, Championnat du monde masculin par équipe à Islamabad (Pakistan)
- 9 décembre : Football : tirage au sort de la Coupe du monde 2006.
- 9 au 11 décembre : Ski alpin, Coupe du monde de ski alpin 2006 féminine à Aspen (États-Unis)
- 10 au 11 décembre : Ski alpin, Coupe du monde de ski alpin 2006 masculine à Val-d'Isère (France)
- 10 au 11 décembre : Ski de fond, Coupe du monde de ski de fond 2006 à Vernon (Canada)
- 10 au 11 décembre : Saut à ski : Coupe du monde à Harrachov (République tchèque)
- 11 au 18 décembre : Football, Coupe du monde des clubs au Japon
- 12 décembre : Ski alpin, Coupe du monde de ski alpin 2006 masculine à Madonna di Campiglio (Italie)
- 13 au 19 décembre : Sports équestres, Coupe du monde de saut d'obstacles à Londres (Royaume-Uni)
- 15 au 16 décembre : Escrime : Coupe du monde à Mérida (Mexique)
- 15 au 18 décembre : Biathlon, Coupe du Monde de biathlon 2005-06 à Osrblie (Slovaquie)
- 15 au 18 décembre : Ski de fond, Coupe du monde de ski de fond 2006 à Canmore (Canada)
- 16 au 17 décembre : Ski alpin, Coupe du monde de ski alpin 2006 masculine à Val Gardena (Italie)
- 16 au 18 décembre : Snowboard, Coupe du monde de snowboard à Le Relais (Canada)
- 17 au 18 décembre : Saut à ski : Coupe du monde à Engelberg (Suisse)
- 17 au 18 décembre : Ski alpin, Coupe du monde de ski alpin 2006 féminine à Val-d'Isère (France)
- 18 décembre : Ski alpin, Coupe du monde de ski alpin 2006 masculine à Alta Badia (Italie)
- 21 au 22 décembre : Ski alpin, Coupe du monde de ski alpin 2006 féminine à Spindleruv Mlyn (République tchèque)
- 21 au 22 décembre : Ski alpin, Coupe du monde de ski alpin 2006 masculine à Kranjska Gora (Slovénie)
- 26 au 31 décembre : Hockey sur glace, Coupe Spengler
- 28 au 29 décembre : Ski alpin, Coupe du monde de ski alpin 2006 féminine à Linz (Autriche)
- 29 décembre : Ski alpin, Coupe du monde de ski alpin 2006 masculine à Bormio (Italie)
- 29 décembre : Saut à ski, Tournée des quatre tremplins à Oberstdorf (Allemagne)
- 30 au 31 décembre : Ski de fond, Coupe du monde de ski de fond 2006 à Nové Město na Moravě (République tchèque)
- 31 décembre : Rallye Dakar, départ à Lisbonne du fameux rallye-raid